# Isla Montague (México)
Isla Montague  es una isla sedimentaria de México ubicada en la desembocadura del río Colorado en el golfo de California o mar de Cortés, pertenece a Baja California, específicamente se encuentra dentro de la jurisdicción del municipio de Mexicali.

## Referentes históricos y toponimia

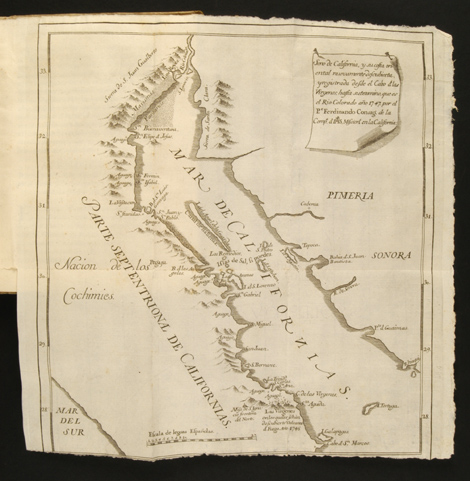
Mapa 1: Elaborado a partir de la expedición de Fernando Consag en 1746 el mapa data de ca. 1750

En el mapa o relación de la expedición de Hernando de Alarcón hecha por el delta del río Colorado en 1540, no existe referencia a la isla Montague. En el mapa de la expedición del misionero croata Fernando Consag del área en 1746 (ver Mapa 1) se muestran dos islas cerca de la desembocadura del Colorado. Sin embargo, es hasta la expedición hecha por el inglés Robert William Hale Hardy en 1826, en donde no solo se refieren dichas islas sino que se les bautiza, la mayor en homenaje al almirante George Montagu , bajo cuyo mando estuvo el propio Hardy y a la isla Gore la nombró así en homenaje al teniente John Gore quien estuvo bajo el mando del capitán James Cook

## La isla Gore
La parte sur de la isla solía ser una isla separada: la Isla Gore, como fue identificada y bautizada por Robert William Hale Hardy y también como lo indica algún mapa que cartografiaba esta región a finales del siglo XIX. En la imagen principal del presente artículo, elaborada por el INEGI, puede alcanzar a apreciarse una línea sinuosa que divide el área de la isla en dos porciones, la mayor, al noroeste, se encuentra identificada como Isla Montague propiamente y en la porción sureste alcanza a leerse: Isla Gore. Pero a pesar de que existe el nombre: isla Gore y que en fuentes como la enciclopedia de los municipios y delegaciones de México, la distinguen como isla aparte, en realidad se encuentran unidas e identificadas bajo el nombre de isla Montague, pues solo aparecen separadas durante las mareas vivas, probablemente por ello el INEGI solo posee datos de extensión territorial para isla Montague.

## Geografía
La isla tiene poco más de 132 kilómetros cuadrados de extensión, su longitud máxima supera un poco los 23 km y su anchura máxima es de aproximadamente 7.5 km. Por sus dimensiones es la undécima isla más grande de México, la cuarta en el estado de Baja California y la segunda más extensa bajo jurisdicción del municipio de Mexicali. Se encuentra en la desembocadura del río Colorado y es la isla más septentrional del golfo de California; dista poco menos de 2 km del islote Pelicano el cual pertenece al estado de Sonora. Esta isla se encuentra en las coordenadas 31°43'28" latitud norte, 114°44'00" longitud oeste. 
La isla Montague es una isla deshabitada; la localidad de más de mil habitantes más cercana es Golfo de Santa Clara, municipio de San Luis Río Colorado, Sonora que se encuentra alrededor de 12.5 km al este.  La localidad de Baja California con esas mismas características es El Indiviso localizada a alrededor de 28.8 km al noroeste. La capital del estado se encuentra a alrededor de 90 km al noroeste de esta isla.

## Fauna y entorno ecológico

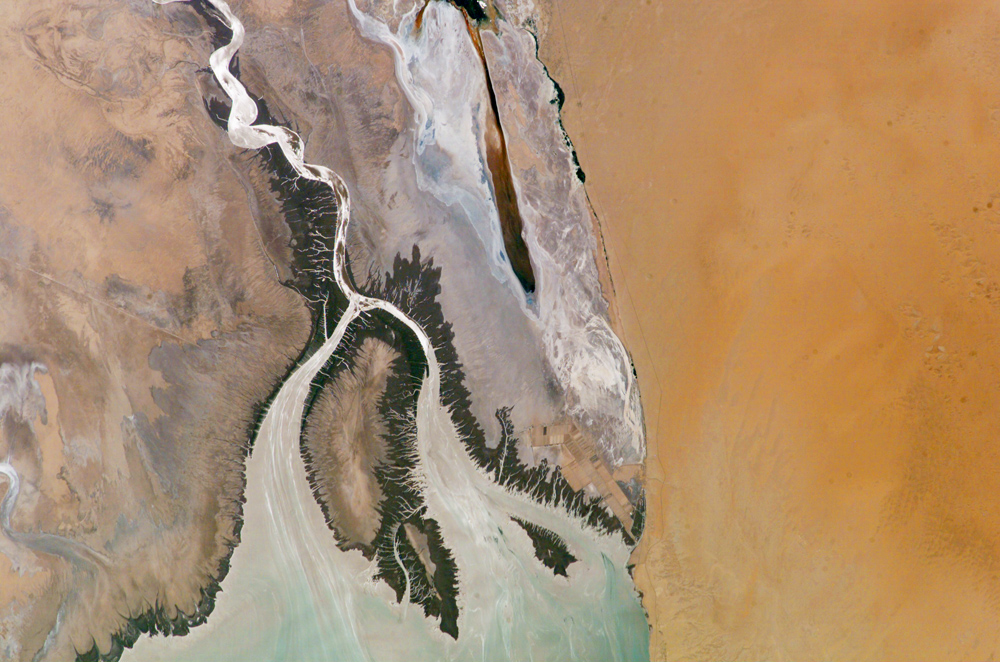
Foto satelital del Río Colorado, en el estado de Sonora, México. Se detallan las salinas blancas, así como la Isla Montague en la desembocadura del río en el Golfo de California. La gran zona naranja es el Desierto de Altar. Un humedal Ramsar en México de importancia internacional.

Montague es una de las 244 islas del golfo de California que están consideradas por la UNESCO
como reserva de la biósfera desde 1995, y desde el año 2005 es parte del patrimonio natural de la humanidad
Debido a su posición tanto como parte del delta del Colorado como del golfo de California, esta isla tiene una posición privilegiada en cuanto a fauna circundante, ya que cerca de sus costas tal vez aún puedan encontrarse algunos de los últimos ejemplares de la vaquita marina o del pez totoaba, los cuales son endémicos de esta región y se encuentran en peligro crítico de extinción a fines de la segunda década del siglo XXI. A principios de los años noventa se registró la formación de colonias de anidación de algunas especies de aves, en específico: gaviota reidora americana, garceta nívea, martinete común, garza azulada, pagaza piconegra, charrancito americano o charrán mínimo, charrán elegante, charrán real y  rayador americano o pico tijera en la isla y sus  inmediaciones, de todas ellas se encontró evidencia de anidación en la isla excepto del martinete común y del rayador americano, de los cuales empero se sospecha que también anidan ahí. Es importante hacer notar que los sitios de anidación del charrán elegante, encontrados en isla Montague, constituían, por lo menos en el tiempo antes mencionado, la única otra colonia activa en México aparte de la colonia en isla Rasa. Contando con las especies mencionadas, se pueden observar sobre la isla o sus alrededores y en distintos periodos estacionales, alrededor de 315 especies de aves.
Otras especies notables por su endemismo en la región y presentes en la isla son:  distichlis palmeri, llamado zacate salado o también llamado trigo gentil o salado el cual constituye prácticamente la única flora de Montague, y la mulinia coloradensis, es decir almeja del delta, cuyas conchas junto con las de la almeja negra, integra formaciones lamadas “cheniers”, conchero o conchales que están constituidos por las mencionadas conchas mezcladas con arena en barras angostas de cerca de 50 m de largo y localizadas en el extremo suroeste de Montague.